# Кангра (округ)
Кангра (англ. Kangra) — округ в индийском штате Химачал-Прадеш. Разделён на шесть подокругов. По количеству населения занимает первое место среди округов штата. Административный центр округа, город Дхарамсала, с конца 1950-х годов служит резиденцией Далай-ламы. Согласно всеиндийской переписи 2001 года, население округа Кангра составляло 1 339 030 человек.
После раздела Индии в 1947 году округ Кангра вошёл в состав индийского штата Пенджаб. В 1966 году округ был присоединён к Химачал-Прадеш, который стал союзной территорией. В 1971 году Химачал-Прадеш получил статус штата.
На севере Кангра граничит с округом Чамба, на северо-востоке — с округом Лахул и Спити, на востоке — с округом Куллу, на юго-востоке — с округом Манди, на юге — с округами и Хамирпур и Манди, на юго-западе — со штатом Пенджаб и на северо-западе — с союзной территорией Джамму и Кашмир.
На территории округа выращивается известный сорт чая «Кангра».

## География
Округ Кангра находится в штате Химачал-Прадеш в западных Гималаях между 31°2 — 32°5 N и 75° — 77°45 E. Округ занимает площадь 5,739 км, что составляет 10,31 % площади штата. По переписи 2001 года, общее население округа составило 13,39,030 — самое большое в штате (22.50 % от населения штата). Высоты округа колеблются от 427 до 6401 м над уровнем моря, некоторые районы граничат с Гурдоспуром в Пенджабе на западе и химачальским округом Уна на юге. На востоке находится округ Манди, на севере Куллу и Чамба. В округе несколько типов почв, различные физиогеографические условия, системы землепользования и земледелия. Исходя из этого, округ делится на под-округа: Пир-Панджал, Дхауладхар, Кангра Сивалик, Долина Кангра и бассейн реки Бис.
Бис — крупная река протекающая в округе, вносит свой вклад в плодородие земель, но из-за гористого ландшафта, немногие земли используются под поля. Бесплодные земли чередуются с небольшими лесами. В округе построена неплохая сеть дорог.
Дхарамсала, столица округа, также столица Тибетского правительства в изгнании, возглавляемого Его Святейшеством Далай-Ламой XIV. Джаваламукхи, также называемый Джавала Джи, известный античный храм, посвящённый одноимённой богине, в храме есть священный огонь, образованный выходом природного газа. Другие важные храмы Браджеджешвари Деви, Чамунда Деви, Чинтпурни и храм Шивы в Байджнатхе. Также важные буддийские храмы в Дхарамсале, Сидхбари, Ревалсаре и Поселение тибетцев в Бире. Старинные деревни Прагпур и Гарли также расположены здесь.

## Административно-территориальное деление
| Под-округа    |           |             |                 |
| 1. Дхарамсала | 2. Кангра | 3. Палампур | 4. Байджанат    |
| 5. Нурпур     | 6. Дехра  | 7. Джавали  | 8. Джаисингхпур |

| Техсилы            |               |                  |              |
| 1. Нурпур          | 2. Индора     | 3. Фатехпур      | 4. Джавали   |
| 5. Шахпур          | 6. Дхарамсала | 7. Кангра        | 8. Барох     |
| 9. Дехра Гопипур   | 10. Джасван   | 11. Джаваламукхи | 12. Кхундиан |
| 13. Джайсингхпур   | 14. Байджанат | 15. Раккар       | 16. Палампур |
| 17. Нагрота Багван | -             | -                | -            |

| Суб-техсилы  |           |          |            |
| 1. Харчакиан | 2. Тхурал | 3. Дхира | 4. Мултхан |

| Нагар-Паришадс |             |           |           |
| 1. Дхарамсала  | 2. Палампур | 3. Нурпур | 4. Кангра |

| Нагар-Панчаяты  |                   |          |
| 1. Джаваламукхи | 2. Нагрота Багван | 3. Дехра |

| Военные городки |
| 1. Йол          |

| Блоки развития    |              |                   |              |
| 1. Нурпур         | 2. Индора    | 3. Нагрота Суриан | 4. Фатехпур  |
| 5. Прагпур        | 6. Дехра     | 7. Кангра         | 8. Райт      |
| 9. Нагрота Багван | 10. Бхаварна | 11. Ламбагаон     | 12. Байджнат |
| 13. Панчрукхи     | 14. Сулах    | 15. Дхарамсала    | -            |

## Климат
В Кангре очень выражена высотная поясность, так, в Маливане на высоте 400 м климат отличается от Бара Бхангала на высоте 5500 м. Индора попадает в субгумидную субтропическую зону, где годовое количество осадков около 1000 мм и средняя температура около 24 °C, Дехрагопипур и Нурпур находятся в гумидной субтропической зоне, с годовыми осадками 900—2350 мм, температуры колеблются от 2° до 24 °C. Палампур и Дхарамсала находятся во влажной умеренной зоне, где температуры колеблются от 15 до 19 °C и осадки 2500 мм (средние, за последние пять лет). Части, расположенные в холмах, получают 1800—3000 мм осадков и температуры от 13 до 20 °C.
Зима длится с середины декабря по середину февраля, температуры от 0 до 20 °C, сильные ветры, дожди. Лето с середины апреля по июнь, жарко (температуры 25-38 °C) и сухо. За летом следует влажный муссонный сезон, который переходит в осень.

## Население
Население округа свыше 1,3 млн человек. Местное население, главным образом, Кангрийцы, говорящие на Кангри, который сходен с Панджаби. Большинство местных жителей индуисты, также много тибетцев последователей Буддизма.
Традиционная одежда мужчин курта, «пижама», и шерстяной жилет, используемый зимой. Женщины надевают шаровары, «салвар камиз» у девушек и у женщин «чуенни» («Чаддру» на местном языке.)

## Экономика
Основывается на сельском хозяйстве. Чай — одна из основных культур. «Кангрийский Чай» получил мировую известность.
Город Палампур укрыт пышной зеленью чайных кустов и славится как хорошие место для туризма. В городе много кафе, парков и садов.

## История
Кангра — столица древнейшей в мире правящей династии Каточ (ветвь мифической Лунной династии). Кангра стала округом Британской Индии в 1846, и была присоединена по результатам войны с сикхами. Британские округа включали современную Кангру, Хамирпур, Куллу, и Лахул и Спити. Кангра была присоединена к провинции Пенджаб. Вначале столицей округа была Кангра, но в 1855 была перенесена в Дхарамсалу.
Эта местность пострадала от землетрясения 4 апреля 1905 года.
После обретения Индией независимости в 1947 Пенджаб был разделён между Индией и Пакистаном, восточные части, включая Кангру, стали индийским Пенджабом. Лахаул и Спити стали отдельным округом в 1960, и Куллу 1962. В 1966 Кангра и Уна были присоединены к Химачал-Прадешу, который стал союзной территорией Индии, и штатом в 1971. Округ Хамирпур был отделён от Кангры в 1972.